# Drottningar i Kungahälla
Drottningar i Kungahälla skrevs av Selma Lagerlöf år 1899, tillsammans med en novellsamling vid namn Legender.
Drottningar i Kungahälla är baserad på fakta, men sedan omskriven med egna ord och mytologi, samt Selmas egna fantasier.